# Percey
Percey é uma comuna francesa na região administrativa de Borgonha-Franco-Condado, no departamento de Yonne. Estende-se por uma área de 9,55 km². Em 2010 a comuna tinha 256 habitantes (densidade: 26,8 hab./km²).